# Louis-Arsène Delaunay
Louis-Arsène Delaunay (París, 21 de marzo de 1826—1903) fue un actor francés, hijo de un bodeguero. Estudió en el Conservatorio de París e hizo su primera aparición oficial en escena en 1845, en Molière's, Tartufo, en el Teatro del Odéon.

## Biografía
Tras tres años desde su debut, pasó a la Comédie-Française como Dorante en Corneilles Le Menteur y comenzó una larga y brillante carrera como joven amante.
Louis-Arsène continuó actuando hasta cumplir los 60 años. Fue sobre todo en las obras de Alfred de Musset donde sus capacidades encontraron su expresión más feliz. Durante los 37 años en los que fue miembro de la Comédie-Française, Delaunay participó o creó 200 piezas aproximadamente. 
Se retiró en 1887, tras haber sido nombrado Caballero de la Legión de Honor en 1883.